# Acid stearic
Acidul stearic (IUPAC: acid octadecanoic) este un acid gras saturat ce are o catenă formată din 18 atomi de carbon. Este un solid ceros și cristalin și are formula de structură restrânsă CH3(CH2)16CO2H. Esterii acestui acid se numesc stearați.  Acidul stearic este unul dintre cei mai răspândiți acizi grași saturați în natură, după acidul palmitic. 